# Waverly, Iowa
Waverly är en stad (city) i Bremer County, i delstaten Iowa, USA. Enligt United States Census Bureau har staden en folkmängd på 9 876 invånare (2011) och en landarea på 28,5 km². Waverly är huvudort i Bremer County.

## Kända personer
- A.J. Hinch - Basebollspelare och tränare